# 中仁隧道
中仁隧道是台灣的一座公路隧道，屬台9線蘇花公路山區路段改善計劃（簡稱「蘇花改」）和中~大清水段，它位於花蓮縣秀林鄉，並穿越中央山脈。中仁隧道北上線長4723.8公尺、南下線長4824.2公尺，採雙孔單向設計，南北向各設置單車道，隧道內最高速限60公里（後提升為最高速限70公里及最低速限50公里）。此隧道已於2020年1月6日下午4點通車，目前開放小型車、大客車及大貨車上路（2021年9月30日中午12點起試辦開放大型重型機車通行至2022年3月30日，2022年9月1日起正式開放大型重型機車行駛），同月21日竣工。隧道內部已預留國道雙線規格，未來國五延伸永樂及蘇花安完工後，可以視狀況升級雙向4車道使用（現試辦大客車於3日以上連續假期時段性開放行駛路肩）。

## 路線簡介
本計畫路線北起花蓮縣秀林鄉和中社區北側，即台9線里程約160k+750公尺處，沿台9線西側往西南方向以長約4.8公里的中仁隧道避開和中自來水水質水量保護區，穿越中央山脈至和仁警消廳舍北邊山坡出洞後，接回台9線跨越卡那剛溪的卡南橋北側（台9線里程約166k+680處）。

## 工程資訊及施工內容
這隧道納入「C1A標 中仁隧道接續工程」進行施工，設計/監造單位為中興工程顧問股份有限公司，而施工廠商為新亞建設開發股份有限公司。
中仁隧道在2015年4月1日動工，經過全體工作人員的努力下，中仁隧道北上線於2018年5月6日貫通，中仁隧道南下線亦於2018年5月25日貫通。
中仁隧道貫通後再進行主隧道襯砌、隧道內的台階施作、避難聯絡通道襯砌、通風隔板施作、新建通風機房，此外還須在避難聯絡通道內安裝照明系統及通訊設備，主隧道亦須安裝隧道照明燈具結線，安裝水霧支管，安裝噴流風機，此外隧道的所有土建工程及機電工程同步施工。
此隧道配合蘇花改的全線通車而開放，已於2020年1月6日通車，初期先開放小型車及大客車通行，隧道通車後還有後續工程需興建，同年1月21日完成後續工程並已竣工。
因2022年10月底時的颱風夾帶豪大雨導致本隧道排水量能不足，於2023年9月起進行排水改善工程。

## 隧道歷史及預定時程
- 2015年4月1日，中仁隧道正式動工。
- 2018年
  - 5月6日，中仁隧道北上線貫通
  - 5月25日，中仁隧道南下線貫通
- 2020年
  - 1月6日，開放小型車及大客車通行。
  - 1月21日，中仁隧道於當天全線竣工。
  - 6月20日，原最高速限60公里提升至70公里，並新增最低速限50公里。
- 2021年
  - 1月19日上午9點，開放12.2公尺以下非管制大貨車通行。
  - 2月，開放大客車於3日以上連續假日時段性行駛蘇花改路肩[18]。
  - 9月30日中午12點，試辦開放大型重型機車通行（試辦至2022年3月30日止）
- 2022年
  - 9月1日0時起，正式開放大型重機通行。[19]

## 隧道內的設施
中仁隧道設置以下設施：
- 通風隔板：將濃煙排走
- 通風機房：位於隧道外
- 避難聯絡通道：內部設置通訊設備及照明系統及避難空間
- 避難聯絡通道出入口：設有「逃生小綠人」及協助視線不良時逃生辨識入口的燈光
- 噴流風機及水霧支管：有需要時可噴水降低火場温度
- 通風橫坑
- 緊急停車處
- 人行聯絡隧道
- 區間測速系統：通車時未啟用，於2022年2月26日上午8時啓用[20]